# Имаго

Превращение цикады из нимфы в имаго

Има́го (лат. imago — «образ») — взрослая стадия индивидуального развития насекомых и некоторых других членистоногих животных со сложным жизненным циклом. Подавляющее большинство насекомых на стадии имаго (в отличие от предшествующих стадий) имеет полностью развитые крылья и половые органы. Экологические ниши и среды обитания, занимаемые особями вида на личиночной и имагинальной стадии, часто различаются. В частности, у видов семейства Culicidae (кровососущие комары) личинки ведут водный образ жизни и питаются бактериями, планктоном или ведут себя как мелкие хищники. Взрослые самки — летающие насекомые, питающиеся кровью позвоночных. Имаго самцов питаются выделениями или соком растений.
|                      |
| Имаго божьей коровки |

## Рамки стадии имаго
Имаго не линяют и не растут. Во взрослой форме имаго насекомые становятся способными к размножению (за исключением случаев неотении), и, произведя потомство, обычно погибают. На этой стадии животные становятся способными часто и к расселению.
В зависимости от вида метаморфоза, стадия имаго может по-разному начинаться. У насекомых с неполным превращением предшествующей стадией является личинка, которая постепенно развивается, растет, проходит несколько возрастов — несколько раз линяет, и после завершающей линьки превращаются в имаго. Таким образом у насекомых с неполным превращением имаго развивается из личинки (нимфы). У насекомых с полным превращением имаго развивается из куколки, которая следует за личиночной фазой. У насекомых с полным превращением строение имаго очень резко отличается от строения личинки, при неполном превращении отличия выражены в меньшей степени.

## Особенности строения
На протяжении времени своей жизни взрослые особи насекомых либо других членистоногих остаются практически неизменными, процессы роста и развития у них не происходят. Увеличение в размерах и линька на протяжении фазы имаго не происходит, за исключением отдельных редких случаев. Например, щетинохвостки, ногохвостки и некоторые прочие низшие отряды, а также многоножки, даже на стадии имаго сохраняют способность периодически сбрасывать кутикулу. Данная особенность является признаком примитивности и не берется в расчет при описаниях общих особенностей фазы имаго.
Насекомые на стадии имаго отличаются тем, что у них имеются развитые гениталии и крылья, в усиках становится постоянное число члеников, происходит формирование определенного типа ротового аппарата, в ряде случаев отличного от такового у личинки. Строение имаго предусматривает возникновение приспособительных механизмов и характеристик строения, которые обеспечивают максимальную степень адаптации к условиям окружающей среды.
Несмотря на то, что на протяжении стадии имаго обычно не происходят явные изменения в морфологии, начало периода размножения может сопровождаться развитием некоторых изменений внешнего вида особи. При накоплении яиц в брюшке у самок эта часть тела может раздуваться и увеличиваться в размерах, изменяя общие пропорции тела насекомого. Например, у маток термитов, эта особенность выражена настолько сильно, что перед откладкой яиц они полностью теряют способность передвигаться. Муравьи характеризуются другой особенностью: имаго женского пола с наступлением половой зрелости сбрасывают крылья. В некоторых случаях на протяжении жизни имаго могут происходить изменения окраски тела, которые зависят от метаболизма и накопления пигментов в кутикуле, толщины гиподермы, в которой могут располагаться пигменты.

## Возрастные изменения окраски у имаго

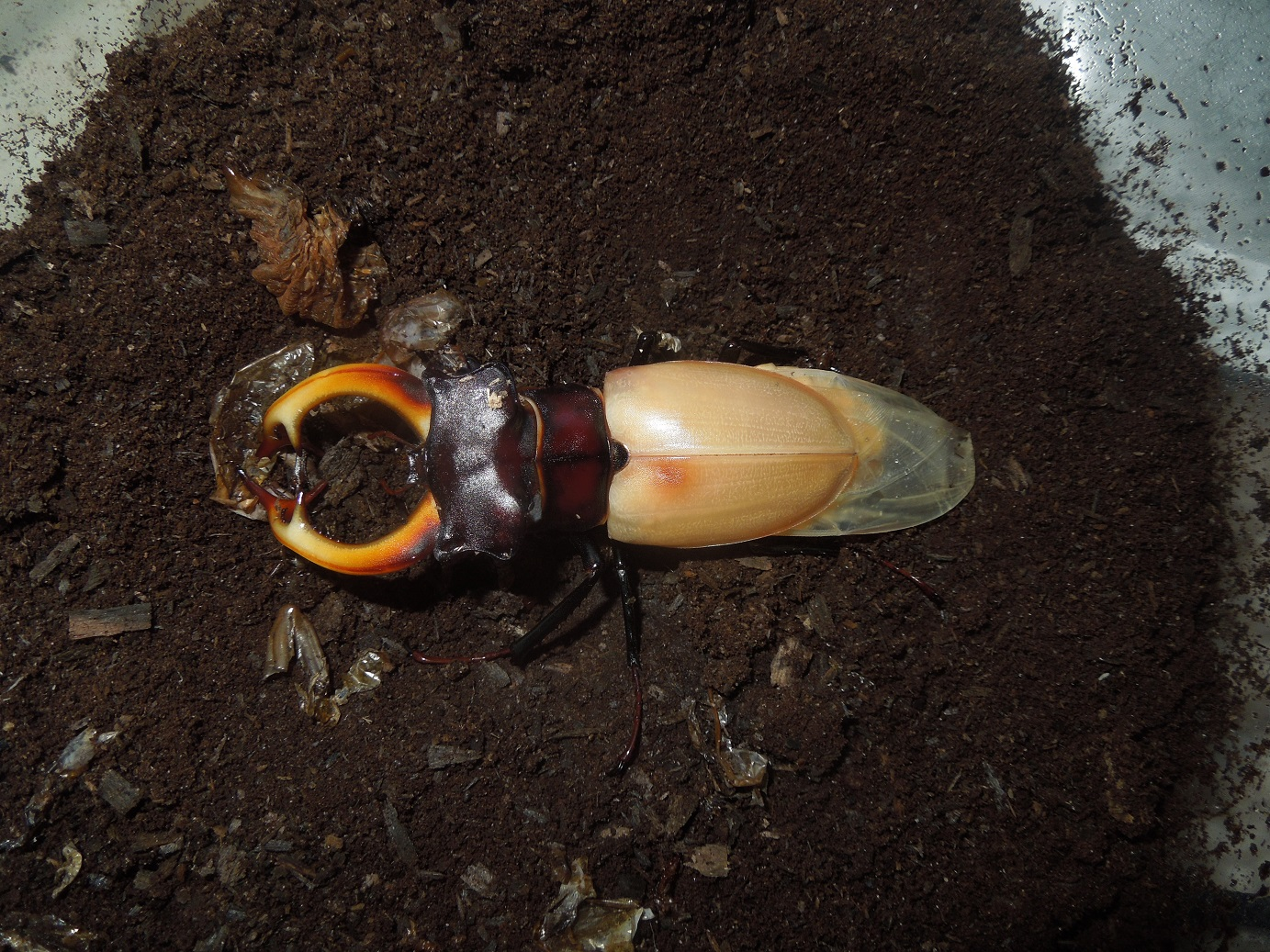
Только что вышедший из куколки самец жука-оленя с ещё не окрашенными покровами тела

Выйдя из куколки или пройдя последнюю линьку в фазе личинки, имаго покидает оболочки. Выходя из них, нередко имеет более светлую окраску. На протяжении последующих нескольких часов, дней или недель (жуки-скакуны), по мере накопления и окисления пигментов, кутикула постепенно темнеет и приобретает окончательную окраску. Все чешуекрылые выходят из куколки с окончательно сформированной окраской крыльев.
Имаго крестоцветных клопов сперва имеют желтовато-розовую окраску, с небольшими пятнами чёрного цвета, но со временем они краснеют, а количества чёрного пигмента постепенно увеличиваются, окрашивая собой большие площади надкрылий. Пустынная саранча Schistocerca gregaria имеет желтовато-зелёную окраску, но во время периода размножения она изменяется на розовую из-за накопления в теле половых продуктов. Саранча рода Mesopsis имеет крупное тёмное пятно у основания второй пары крыльев, которое появляется лишь со временем. У молодых имаго оно отсутствует, а постепенно появляется и растёт на протяжении жизни имаго, полностью развиваясь за несколько месяцев. Задняя пара крыльев у представителей рода Nomadacris вначале прозрачная, а со временем окрашивается в розовый цвет. Изменение метаболизма у Locusta miragoria приводит к тому, что одиночная и стадная фаза этого вида саранчи выглядят по-разному, и стадные особи окрашены темнее.

## Продолжительность фазы имаго
Продолжительность жизни имаго зависит от биологии вида и варьируется от нескольких минут (бабочки-мешочницы) до 20 лет (матки некоторых видов муравьёв) и даже до полувека (короли и королевы термитов). У видов с продолжительностью жизни имаго не более нескольких дней (подёнки, хирономиды) взрослая особь не питается и имеет редуцированные ротовые органы.

## Функции фазы имаго
Находясь в стадии имаго насекомое размножаясь осуществляет поддержание численности вида. Чем меньше количество самок относительно самцов, тем более они плодовиты. Например, пчелиная матка за сезон способна отложить до полутора сотен тысяч яиц. Также развитые конечности и наличие развитых крыльев у имаго дает им возможность перемещаться на большие расстояния, обеспечивая активное расселение вида. В целом же имагинизация представляет собой эволюционный процесс, который связан с освоением суши членистоногими и укреплением их в занятых экологических нишах.
Иногда имагинальная стадия выполняет только функции видовой жизни — расселения и размножения, утрачивая функцию питания. Однако выполнение функций расселения и размножения часто протекает в различные сроки; часто расселение происходит в те сроки, когда половые продукты ещё не созрели. Так, самки многих совок совершают перелёты, когда их яичники ещё не созрели. Более того, после созревания половых продуктов они отяжелевают настолько, что теряют способность даже к небольшим взлётам. Расселительную функцию иногда имеют и брачные полёты, особенно у общественных насекомых. Таким образом, у многих насекомых можно говорить о возрастном функциональном разделении стадии имаго на две «подстадии»: расселения и репродуктивную.
Утрата имаго функции расселения ведёт к регрессивному развитию взрослых особей. Одним из наиболее ярких примеров этого являются червецы и щитовки. Функция расселения у червецов выполняется личинками I возраста, так называемыми бродяжками. Расселение вышедших из яиц бродяжек совершается в основном пассивно, переносом ветром, иногда на очень большие расстояния. Попав в благоприятные условия на кормовые растения, подвижные личинки переползают на них и прикрепляются в наиболее удобных для сосания местах. Дальнейшее развитие самок сопровождается впечатляющими регрессивными изменениями — редукцией, вплоть до полной утраты, ног, органов чувств (усиков, глаз), развитием пассивных органов защиты (щитков) и прогрессивным развитием репродуктивных органов (у многих щитовок к концу яйцекладки тело самки представляет собой щиток, прикрывающий яйца, количество которых может исчисляться тысячами). Утрата функции расселения имаго также характерна для многих паразитических насекомых, к примеру, для веерокрылых.